# Enciclopédias Pauly
O Realencyclopädie der classischen Altertumswissenschaft, comumente chamado de Pauly-Wissowa ou simplesmente RE, é uma enciclopédia acadêmica alemã de estudos clássicos. Com seus suplementos, compreende mais de oitenta volumes.

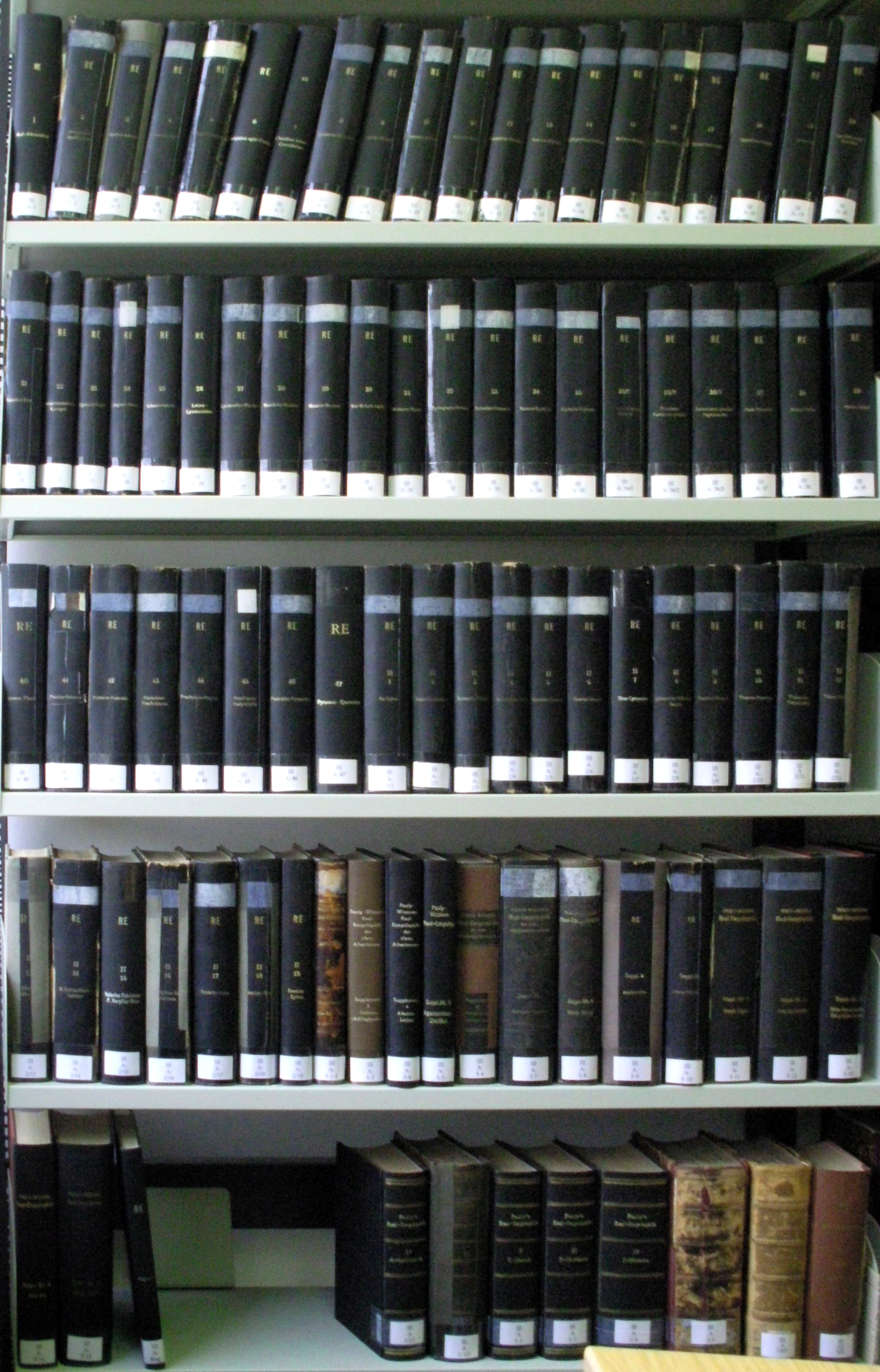
O Realencyclopädie (RE, 1893–1980) preenche uma estante inteira na biblioteca do Seminário de Filologia Clássica da Universidade de Göttingen; no canto inferior direito há oito volumes da edição anterior da enciclopédia (1837 a 1864)

O RE é uma revisão completa de uma série mais antiga, da qual o primeiro volume foi publicado por August Pauly em 1839. Pauly morreu em 1845, seu trabalho inacabado; Christian Waltz e Wilhelm Siegmund Teuffel completaram em 1852. Esta primeira edição compreendeu seis volumes. Uma segunda edição do primeiro volume foi trabalhada de 1861 a 1866.
Em 1890, Georg Wissowa começou a nova e mais ambiciosa edição. Ele esperava que fosse feito em 10 anos, mas o último de seus 83 volumes não apareceu até 1978, e o volume do índice saiu em 1980.
Cada artigo foi escrito por um especialista reconhecido no campo relevante, mas, sem surpresa, para um trabalho de três gerações, as premissas subjacentes variam radicalmente com a idade do artigo. Muitas biografias antigas, por exemplo, foram escritas por Elimar Klebs, Paul von Rohden, Friedrich Münzer e Otto Seeck.

## Lista de volumes
| Primeira série, A – Q - Banda I, Halbbände 1–2, Aal – Apollokrates (1894) - Banda II, Halbband 3, Apollon – Artemis (1895) - Banda II, Halbband 4, Artemisia – Barbaroi (1896) - Banda III, Halbband 5, Barbarus – Campanus (1897) - Banda III, Halbband 6, Campanus ager – Claudius (1899) - Banda IV, Halbband 7, Claudius mons – Cornificius (1900) - Banda IV, Halbband 8, Corniscae – Demodoros (1901) - Banda V, Halbbände 9–10, Demogenes – Ephoroi (1905) - Banda VI, Halbband 11, Ephoros – Eutychos (1907) - Banda VI, Halbband 12, Euxantios – Fornaces (1909) - Banda VII, Halbband 13, Fornax – Glykon (1910) - Banda VII, Halbband 14, Glykyrrhiza – Helikeia (1912) - Banda VIII, Halbband 15, Helikon – Hestia (1912) - Banda VIII, Halbband 16, Hestia – Hyagnis (1913) - Banda IX, Halbband 17, Hyaia – Imperator (1914) - Banda IX, Halbband 18, Imperium-Iugum (1916) - Banda X, Halbband 19, Iugurtha – Ius Latii (1918) - Banda X, Halbband 20, Ius Liberorum – Katochos (1919) - Banda XI, Halbband 21, Katoikoi-Komödie (1921) - Banda XI, Halbband 22, Komogrammateus – Kynegoi + Registro de I – X & Suppl. I-III (1922) - Banda XII, Halbband 23, Kynesioi – Legio (1924) - Banda XII, Halbband 24, Legio – Líbano (1925) - Banda XIII, Halbband 25, Libanos – Lokris (1926) - Banda XIII, Halbband 26, Lokroi – Lisimachides (1927) - Banda XIV, Halbband 27, Lysimachos – Mantike (1928) - Banda XIV, Halbband 28, Mantikles – Mazaion (1930) - Banda XV, Halbband 29, Mazaios – Mesyros (1931) - Banda XV, Halbband 30, Met-Molaris lapis + Registro de I-XV, IA-IVA e Suppl. I-V (1932) - Banda XVI, Halbband 31, Molatzes-Myssi (1933) - Banda XVI, Halbband 32, Mystagogos – Nereae (1935) - Banda XVII, Halbband 33, Nereiden – Numantia (1936) - Banda XVII, Halbband 34, Numen – Olympia (1937) - Banda XVIII, Halbband 35, Olympia – Orpheus (1939) - Banda XVIII, Halbband 36.1, Orphische Dichtung – Palatini (1942) - Banda XVIII, Halbband 36.2, Palatinus – Paranatellonta (1949) - Banda XVIII, Halbband 36.3, Paranomon graphe – Pax (1949) - Banda XIX, Halbband 37, Pech – Petronius (1937) - Banda XIX, Halbband 38, Petros-Philon (1938) - Banda XX, Halbband 39, Philon – Pignus (1941) - Banda XX, Halbband 40, Pigranes – Plautinus (1950) - Banda XXI, Halbband 41, Plautius – Polemokrates (1951) - Banda XXI, Halbband 42, Polemon – Pontanene (1952) - Banda XXII, Halbband 43, Pontarches – Praefectianus (1953) - Banda XXII, Halbband 44, Praefectura – Priscianus (1954) - Banda XXIII, Halbband 45, Priscilla – Psalychiadai (1957) - Banda XXIII, Halbband 46, Psamathe – Pyramiden + Registro de I – XXIII, IA – VIIIA & Suppl. I-VIII (1959) - Banda XXIV, Halbband 47, Pyramos – Quosenus (1963) | Segunda série, R – Z - Banda IA, Halbband 1, Ra – Ryton (1914) - Banda IA, Halbband 2, Saale – Sarmathon (1920) - Banda IIA, Halbband 3, Sarmatia – Selinos (1921) - Banda IIA, Halbband 4, Selinuntia – Sila (1923) - Banda IIIA, Halbband 5, Silacenis – Sparsus (1927) - Banda IIIA, Halbband 6, Sparta-Stluppi (1929) - Banda IVA, Halbband 7, Stoa – Symposion (1931) - Banda IVA, Halbband 8, Symposion – Tauris (1932) - Banda VA, Halbband 9, Taurisci – Thapsis (1934) - Banda VA, Halbband 10, Thapsos – Thesara (1934) - Banda VIA, Halbband 11, Thesauros – Timomachos (1936) - Banda VIA, Halbband 12, Timon – Tribus (1937) - Banda VIIA, Halbband 13, Tributum – M. Tullius Cicero (1939) - Banda VIIA, Halbband 14, M. Tullius Cicero – Valerius (1948) - Banda VIIIA, Halbband 15, Valerius Fabrianus – P. Vergilius Maro (1955) - Banda VIIIA, Halbband 16, P. Vergilius Maro – Vindeleia (1958) - Banda IXA, Halbband 17, Vindelici – Vulca (1961) - Banda IXA, Halbband 18, Vulcanius – Zenius (1967) - Banda XA, Halbband 19, Zenobia – Zythos (1972) Suplementos - Suplemento Banda I, Aba-Democácia (1903) - Suplemento Banda II, Herodes – Herodotos (1913) - Suplemento Banda III, Aachen – ad Iuglandem (1918) - Faixa suplementar IV, Abacus – Ledon + Delphoi (1924) - Suplemento Banda V, Agamenon-Statilius (1931) - Suplemento banda VI, Abretten – Thunudromon (1935) - Suplemento Banda VII, Adobogiona – Triakadieis (1940) - Suplemento Banda VIII, Achaios-Valerius (1956) - Faixa suplementar IX, Acilius – Utis (1962) - Banda do suplemento X, Accaus-Uttiedius (1965) - Banda suplementar XI, Abragila – Zengisa (1968) - Suplemento banda XII, Abdigildus – Thukydides (1970) - Suplemento banda XIII, África Proconsularis - Viae publicae Romanae (1973) - Banda suplementar XIV, Zona Aelius (1974) - Banda Complementar XV, Acilius – Zoilos (1978) |

## Der Kleine Pauly,Der Neue PaulyeNew Pauly de Brill
O preço e o tamanho de Pauly-Wissowa sempre foram assustadores; portanto, entre 1964 e 1975, o J. B. Metzler'sche Verlagsbuchhandlung publicou o Der Kleine Pauly em cinco volumes.
Uma versão atualizada chamada Der Neue Pauly, composta por 18 volumes (embora apenas 15 volumes tenham sido planejados) e um índice, apareceu gradualmente de 1996 a 2003. Entre 2004 e 2012, apareceram sete volumes suplementares.
Uma edição em inglês, Brill’s New Pauly: Encyclopaedia of the Ancient World foi publicado entre 2002 e 2014 em 28 volumes (15 volumes na série principal de "Antiguidade"; 5 volumes na série secundária em "Tradição Clássica"; um volume de índice para cada uma dessas séries e 6 suplementos).
O índice para Pauly – Wissowa está disponível em CD-ROM.